# N'Dilo
| N'Dilo                               |                         |
|                                      |                         |
| Coordenadas: 62°28′40"N, 114°20′03"O |                         |
| Território                           | Territórios do Noroeste |
|                                      |                         |
| Área                                 |                         |
| - Cidade                             | km²                     |
| Altitude                             | 157 m, 515 ft           |
| Fuso horário                         | UTC -7/-6               |
| População ([[]])                     |                         |
| - Cidade                             | 200                     |
| Website: www.ykdene.com/             |                         |

N'Dilo é uma comunidade chamada de Primeiras Nações, na Região de North Slave,  nos Territórios do Noroeste, Canadá. A pequena comunidade Dene situa-se do outro lado da capital do território (Yellowknife), na Ilha Latham. 
Possui uma população de aproximadamente 200 habitantes. N'Dilo e Dettah são cidades natais do povo Yellowknives. 

## Ligações Externas
- Affairs and Community Administration, N'Dilo profile[ligação inativa]